# Ronald Neame
Ronald Neame CBE (Londres, Anglaterra, 23 d'abril de 1911 − Los Angeles, Estats Units, 16 de juny de 2010) va ser un director de cinema, productor i guionista anglès.

## Biografia
Fill d'un director i l'actriu del cinema mut, va deixar l'escola el 1923 per ajudar econòmicament a la família que havia patit la inestabilitat econòmica greu. Això el va portar a treballar com a ajudant de direcció i el 1929 treballa amb els joves Alfred Hitchcock en la seva primera pel·lícula sonora, Blackmail. El 1933 començat a treballar en fotografia participant en pel·lícules com Sang, suor i llàgrimes; el 1942 va rebre la primera nominació per l'Oscar als millors efectes visuals per Vol de tornada. El 1945 dramatitza la pel·lícula Breu encontre de David Lean i l'any després Grans Esperances amb dues nominacions consecutives a l'Oscar Millor Guió.
El 1947 debuta com a director i el 1952 firma The Card comèdia satírica amb Alec Guinness en la caricatura d'un escalador social. El1958 presenta en concurs en el 23 Festival Internacional de Cinema de Venècia The Horse's Mouth, amb Guinness en el paper d'un petit pintor interessat en la fama, guanyant la Copa Volpi al millor actor. Dos anys més tard, Tunes of Glory també amb Guiness en una pel·lícula sobre les neurosis de la vida militar que narra la difícil relació entre un oficial i el seu adjunt obsessionat amb el compliment de la normativa, de nou en competició al Festival Venècia, en la 25a edició (Copa Volpi va ser aquest cop pel coprotagonista John Mills).
El 1969 dirigeix The Prime of Miss Jean Brodie, presentat al Festival de Cinema de Cannes de 1969 amb Maggie Smith en el paper de la professora inconformista i filofeixista que li va valer un Oscar a la millor actriu.
El 1972 dirigeix una de les pel·lícules més famoses de l'epopeia de desastres dels anys 1970 L'aventura del Posidó; el 1980 roda una comèdia divertida amb Walter Matthau (Hopscotch), on l'actor interpreta un empleat de la CIA frustrat que envia als serveis secrets de tots els països les memòries del seu cap.
El 1990 es va retirar de l'escena, però la tradició familiar continua amb els seus fills que s'han convertit en productors de cert èxit. Neame mor el 2010 per complicacions d'una caiguda.

## Filmografia[4]

### Director
- 1947: Take My Life
- 1950: Golden Salamander
- 1952: The Card
- 1954: The Million pound note
- 1956: The Man Who Never Was
- 1956: The Horse's Mouth
- 1957: Windom's Way
- 1957: The Seventh Sin
- 1962: Escape From Zahrain
- 1963: Tunes of Glory
- 1963: I Could Go On Singing
- 1963: The Chalk Garden
- 1965: Mister Moses
- 1966: Gambit
- 1966: A Man Could Get Killed
- 1968: Prudence and the Pill
- 1969: The Prime of Miss Jean Brodie
- 1970: Scrooge
- 1972: L'aventura del Posidó (The Poseidon Adventure)
- 1974: Odessa (The Odessa file)
- 1979: Meteor
- 1980: Hopscotch
- 1981: First Monday in October
- 1986: Foreign Body
- 1990: The Magic Balloon

### Productor
- 1944: This Happy Breed, de David Lean
- 1945: Breu encontre (Brief Encounter), de David Lean
- 1946: Grans esperances (Great Expectations), de David Lean
- 1948: Oliver Twist de David Lean
- 1948: The Passionate Friends, de David Lean
- 1951: The Magic Box, de John Boulting
- 1956: The Horse's Mouth, d'ell mateix
- 1962: Escape from Zahrain, d'ell mateix

### Director de fotografia
- 1941: Major Barbara, de Gabriel Pascal
- 1942: One of Our Aircraft Is Missing, de Michael Powell i d'Emeric Pressburger
- 1942: Sang, suor i llàgrimes (In Which We Serve), de David Lean i Noël Coward
- 1944: Heureux Mortels (This Happy Breed), de David Lean
- 1945: Un esperit burleta (Blithe Spirit), de David Lean

### Guionista
- 1945: Breu encontre de David Lean
- 1946: Grans esperances de David Lean
- 1950: Golden Salamander
- 1990: The Magic Balloon

### Actor
- 1979: Meteor de Ronald Neame: Un representant britànic de l'ONU

## Premis i nominacions

### Premis
- 1996: BAFTA honorífic

### Nominacions
- 1943: Oscar als millors efectes visuals per One of Our Aircraft Is Missing
- 1947: Oscar al millor guió original per Breu encontre
- 1948: Oscar al millor guió original per Grans esperances
- 1956: Palma d'Or per The Man Who Never Was
- 1958: Lleó d'Or per The Horse's Mouth
- 1960: Lleó d'Or per Tunes of Glory
- 1961: BAFTA a la millor pel·lícula per Tunes of Glory
- 1961: BAFTA a la millor pel·lícula britànica per Tunes of Glory
- 1969: Palma d'Or per The Prime of Miss Jean Brodie